# グスタヴォ・サンパイオ (水雷砲艦)

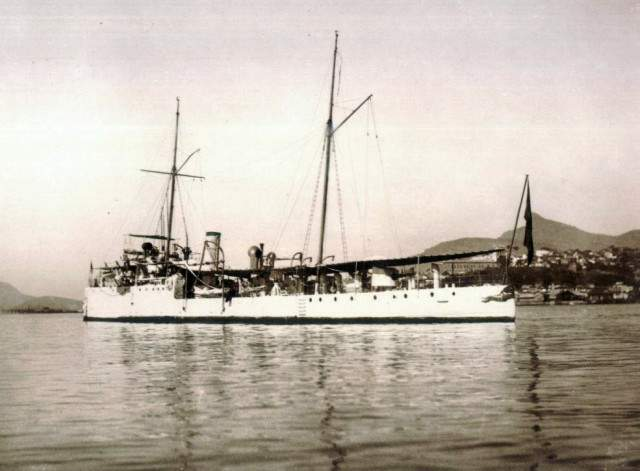
「グスタヴォ・サンパイオ」

グスタヴォ・サンパイオ (Gustavo Sampaio) はブラジル海軍の水雷砲艦。
排水量480トン、垂線間長196フィート9インチ (59.97m)、幅20フィート (6.10m)。機関出力2000図示馬力、2軸推進で速力18ノット。兵装は4インチ20ポンド速射砲が前後に1門ずつと3ポンド砲4門に14インチ水上魚雷発射管3門で、魚雷発射管は艦首に固定式で1門と、両舷に旋回式で各1門装備した。
または、400トンで長さ197フィート、幅20フィート、速力17.9ノットで、兵装は40口径3.5インチ20ポンド速射砲2門、3ポンド速射砲4門と14インチ魚雷発射管3門。
Ernest Scott社が建造したものを1891年7月にアームストロング社が購入して改装し、1893年10月8日に反乱発生中であったブラジルに売却された。艦名は当初は「Aurora」であったが、ペルナンブーコ到着後に「グスタヴォ・サンパイオ」と改名された。
1894年4月16日、「グスタヴォ・サンパイオ」は水雷艇3隻（1隻は途中で脱落）と共にサンタカタリナ島と本土の間の海峡の北部に停泊していた反乱艦「アキダバン」攻撃に向かった。「グスタヴォ・サンパイオ」の最初の艦首発射管からの雷撃は、艦が正しい方向を向く前に魚雷が発射されたことで失敗。次いで「グスタヴォ・サンパイオ」は右舷側から2発目の魚雷を発射し、これは命中した。他に水雷艇「Pedro Affonso」が魚雷2本を発射したが、外れている。「アキダバン」は被雷後少し移動し、そこで着底した。「グスタヴォ・サンパイオ」は1インチ弾38発を受けたが、人的被害は軽傷者1名のみであった。
「グスタヴォ・サンパイオ」は1920年頃に廃棄された。